# Telenomus remus
Telenomus remus é uma vespa parasitóide da família de insetos himenópteros Scelionidae (ou Platygastridae a depender da classificação adotada), subfamília Telenominae. É um inseto criado massalmente para comercialização como agente de controle de pragas em lavouras, principalmente de lagartas como a lagarta-do-cartucho Spodoptera frugiperda.
Como outros insetos da ordem, passam por metamorfose completa, envolvendo fases de ovo, larva, pupa e vespa adulta. Usam as lagartas como meio de desenvolvimento e alimento para suas larvas. O tempo médio de desenvolvimento do ovo ao adulto no Brasil gira em torno de 10 dias.
A vespa adulta é bem pequena (0,5 a 0,6 mm de comprimento) e preta brilhante. Em geral, os machos emergem 24 horas antes das fêmeas, e as esperam para copular. Esse parasitoide apresenta alta especificidade para S. frugiperda, sobre a qual as vespinhas fêmeas podem por mais que 250 ovos durante a vida.